# Gebretsadik Abraha
Gebretsadik Abraha (ur. 16 lipca 1992) – etiopski lekkoatleta specjalizujący się w biegach długich. 
W 2010 zajął 9. miejsce w indywidualnym biegu juniorów podczas przełajowych mistrzostw świata oraz zdobył srebrny medal tych zawodów w rywalizacji drużynowej. Wicemistrz świata juniorów w biegu na 10 000 m z Moncton (2010).

## Rekordy życiowe
- Półmaraton – 1:00:34 (2012)
- Bieg maratoński – 2:06:21 (2012 i 2014)